# Cementiri Bellu
El cementiri de Bellu (conegut tambțe com a cementiri de Șerban Vodă) és el cementiri més gran i famós de Bucarest (Romania).
Es troba en un solar cedit a l'administració local pel baró Barbu Bellu des del 1858. El cementiri cobreix 54 acres i és una de les atraccions culturals més autèntiques de Bucarest.
El cementiri està obert cada dia de 8:30 a 20 h. Els dies festius l'horari de visita pot variar.

## Galeria

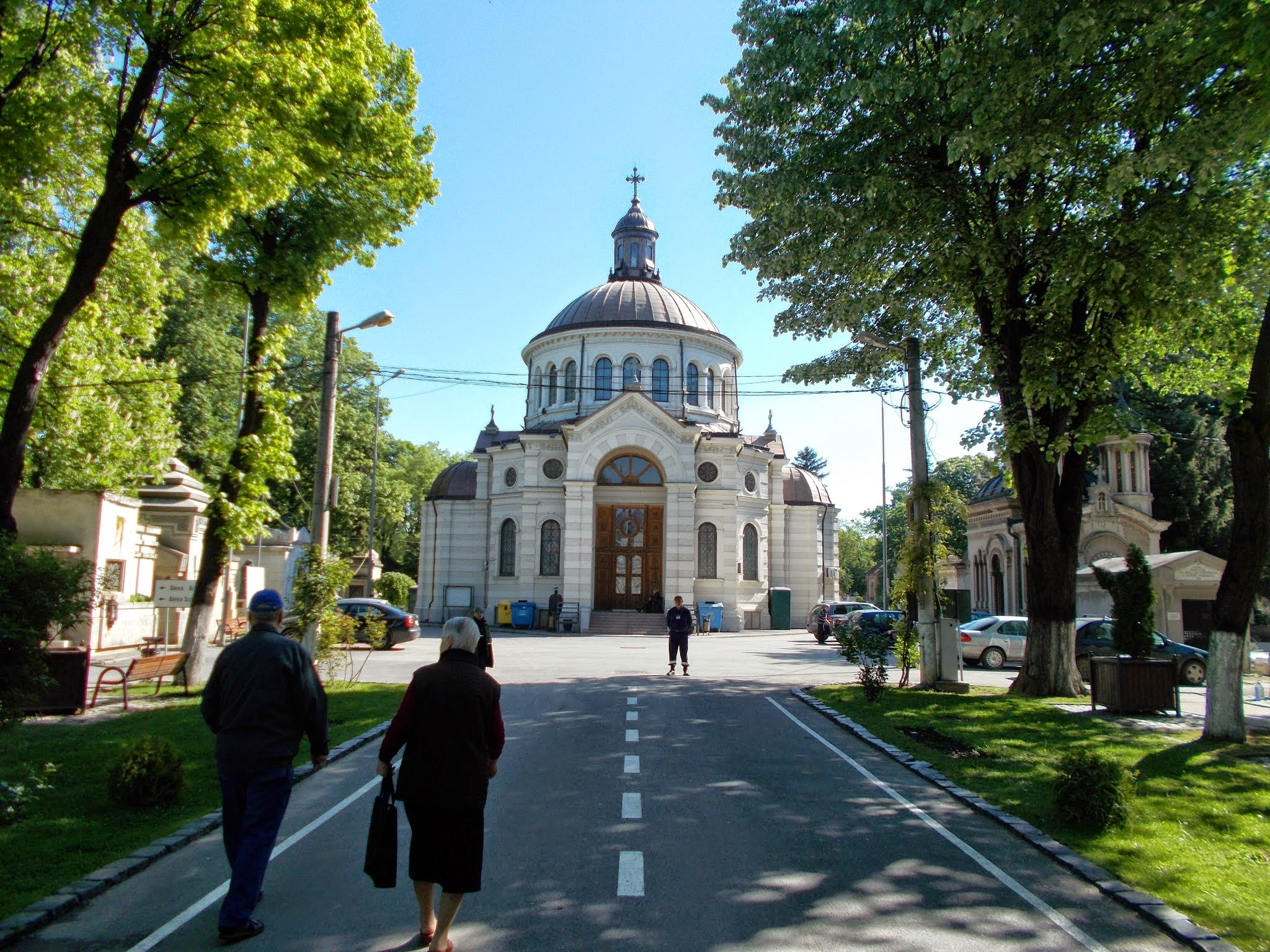
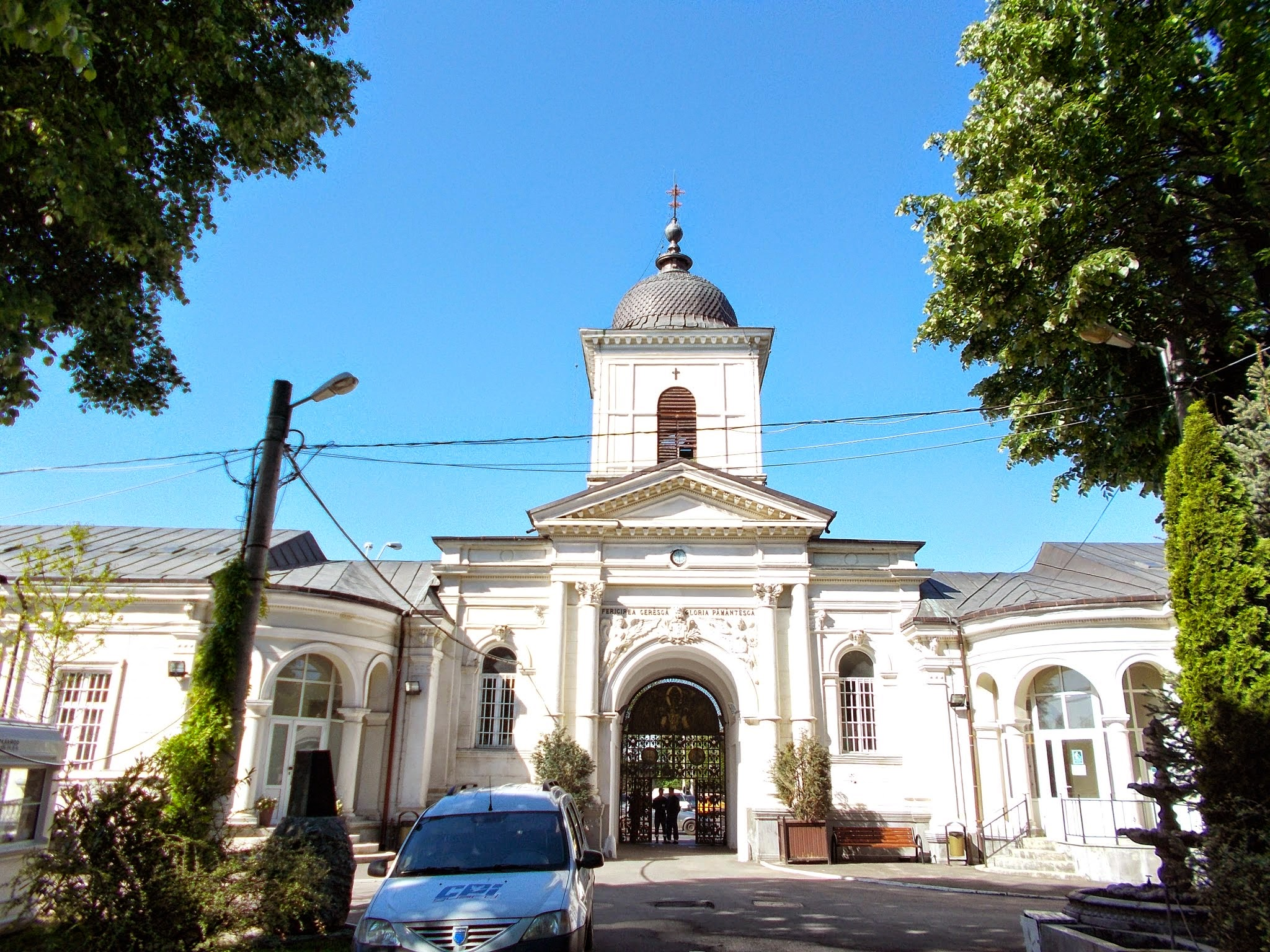
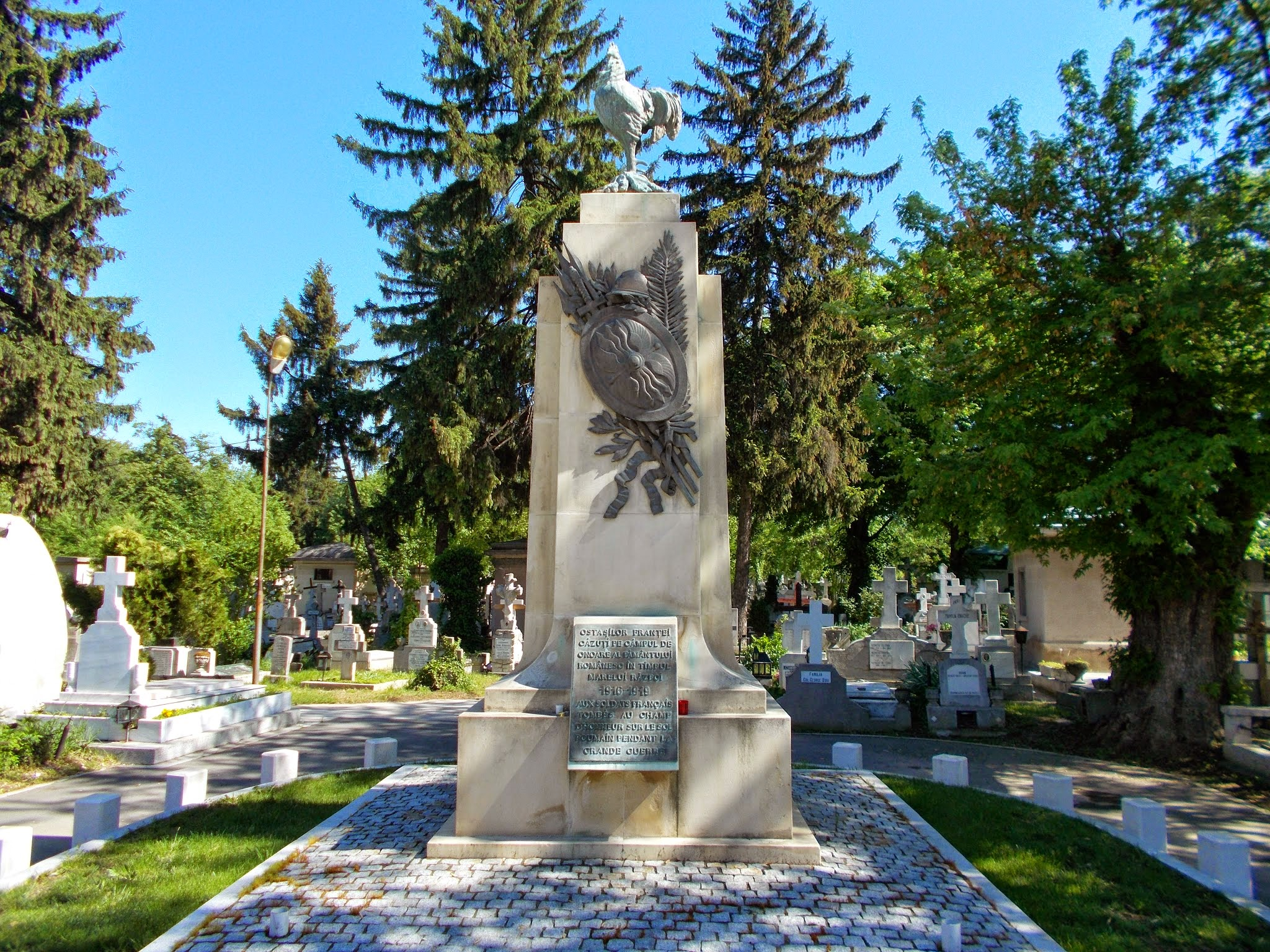
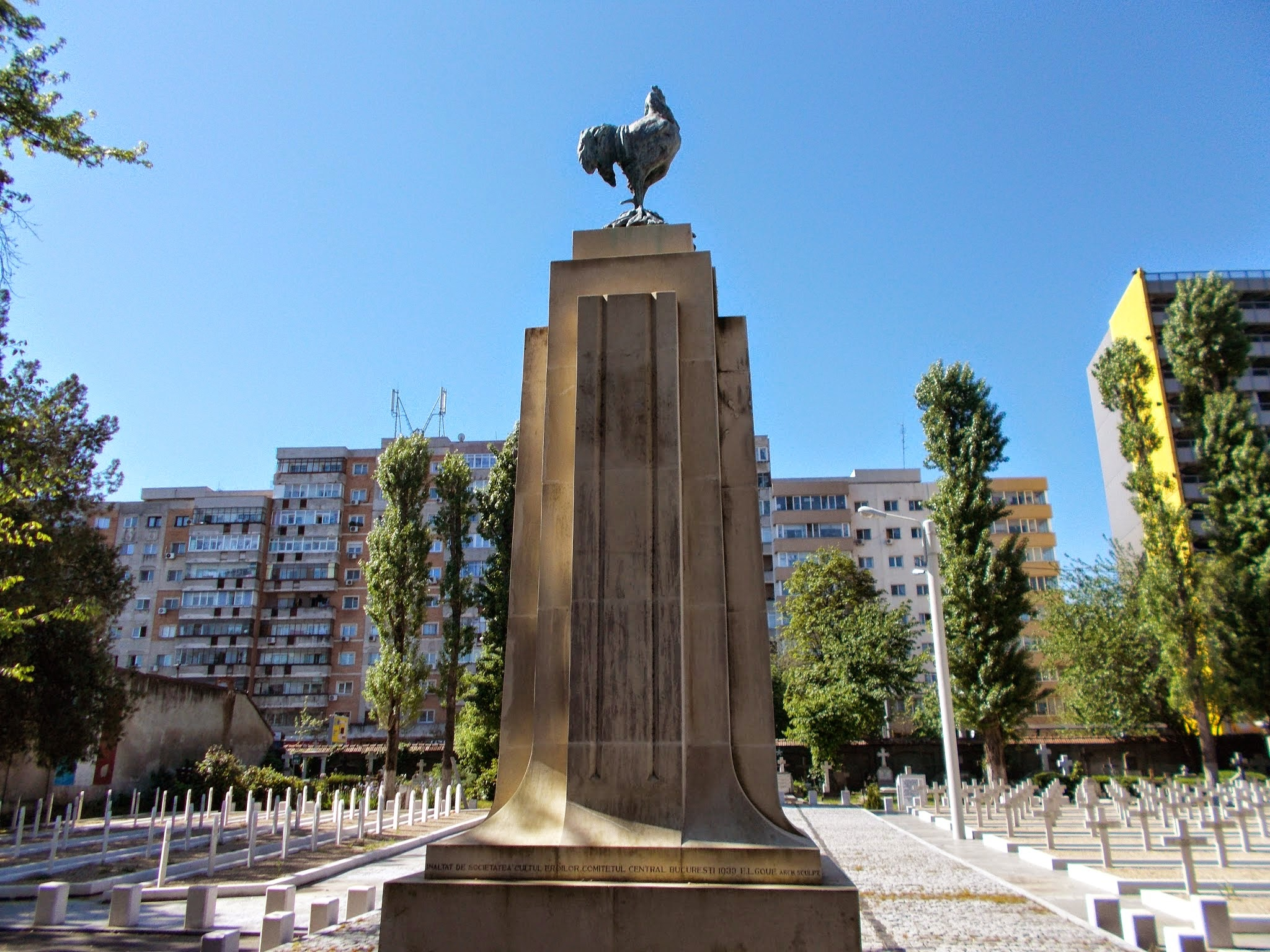
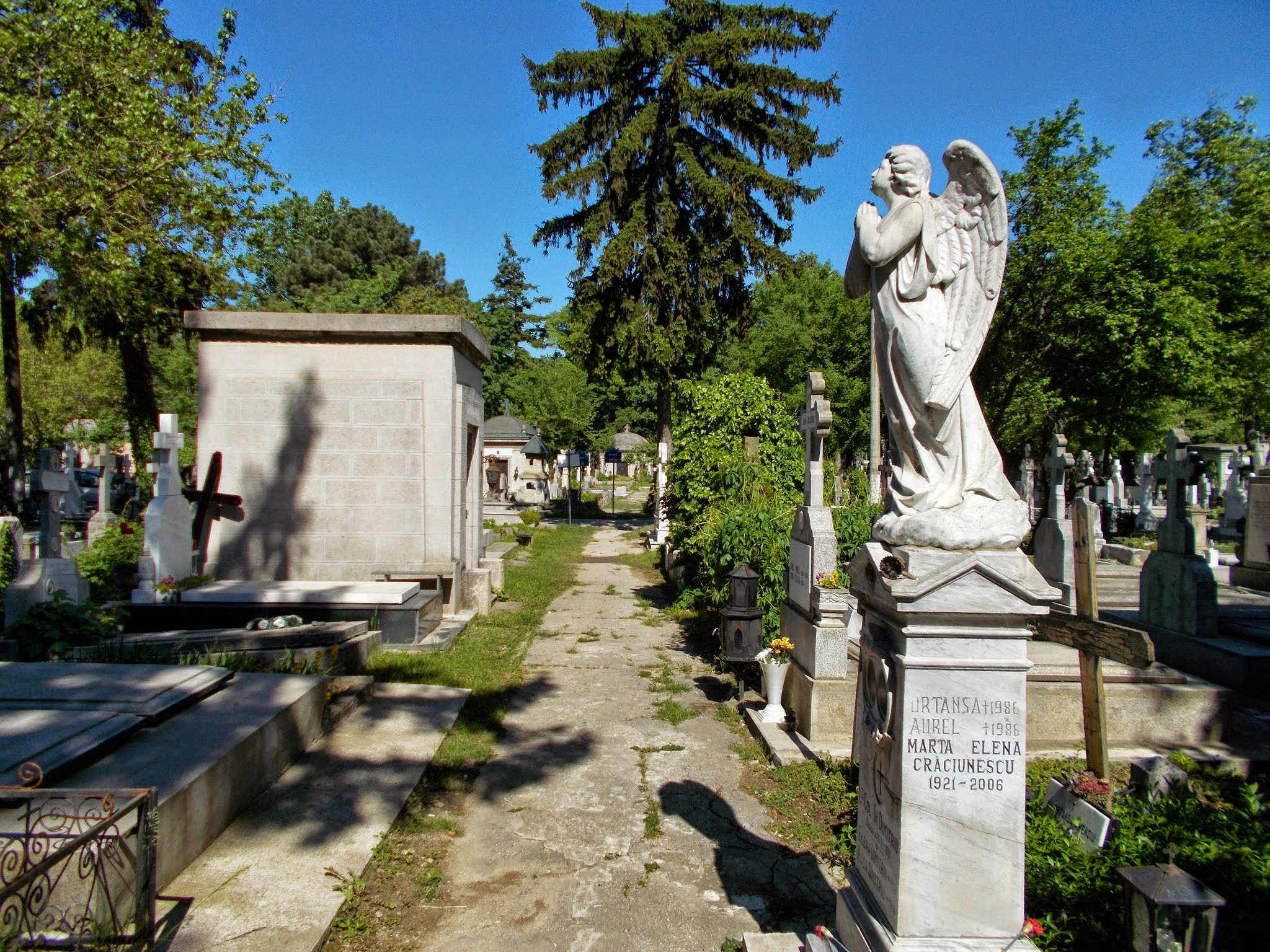
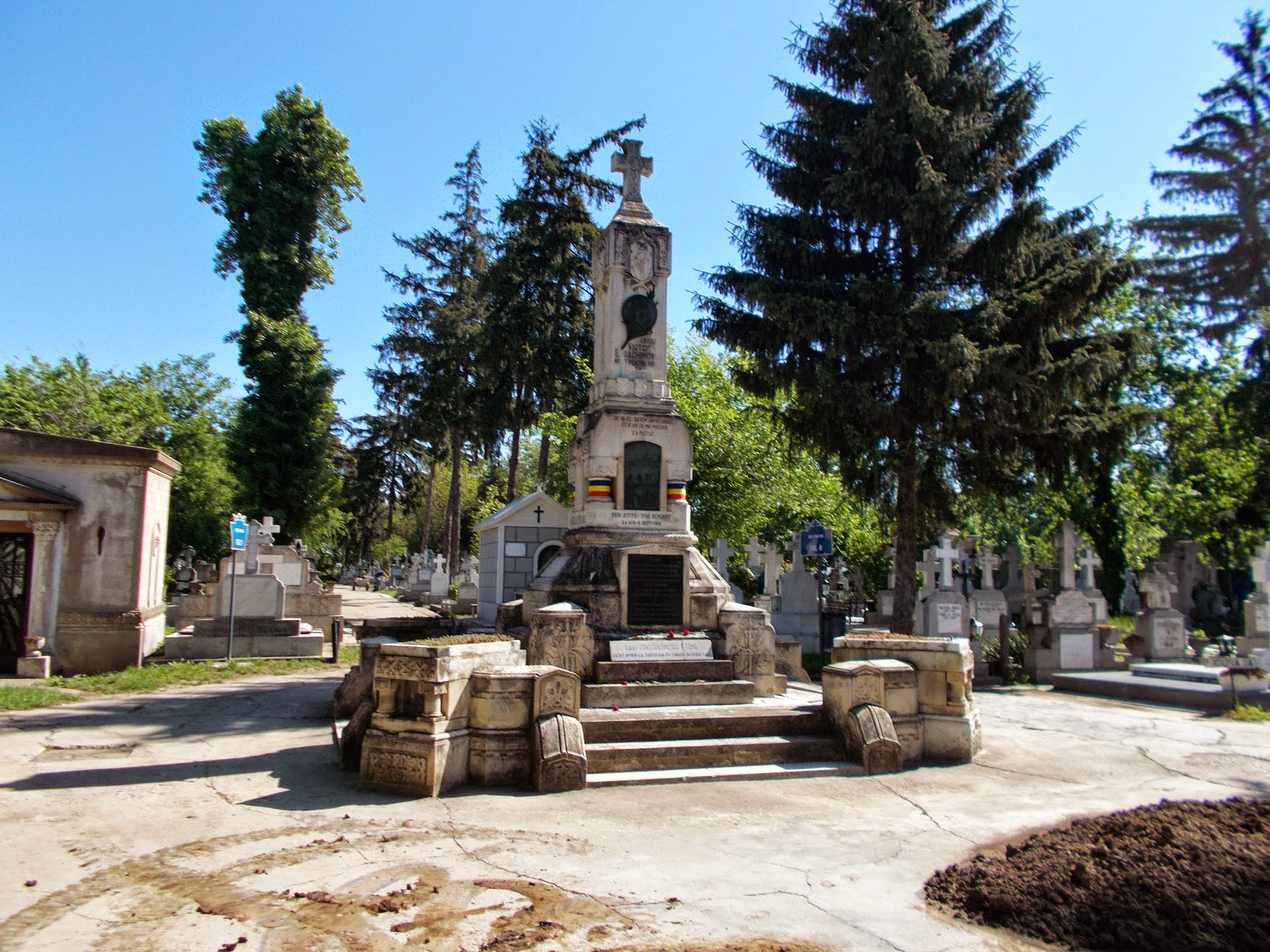
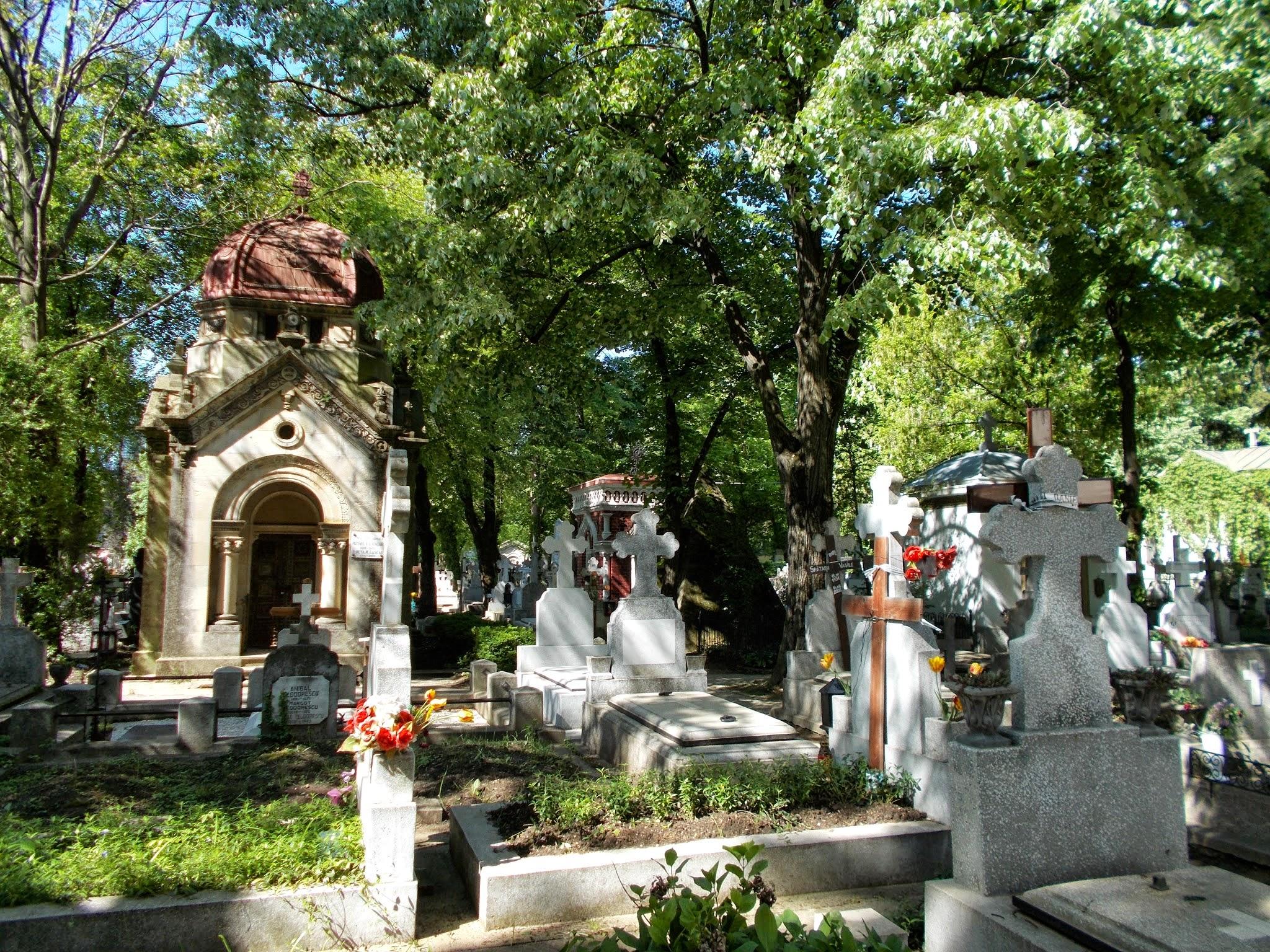
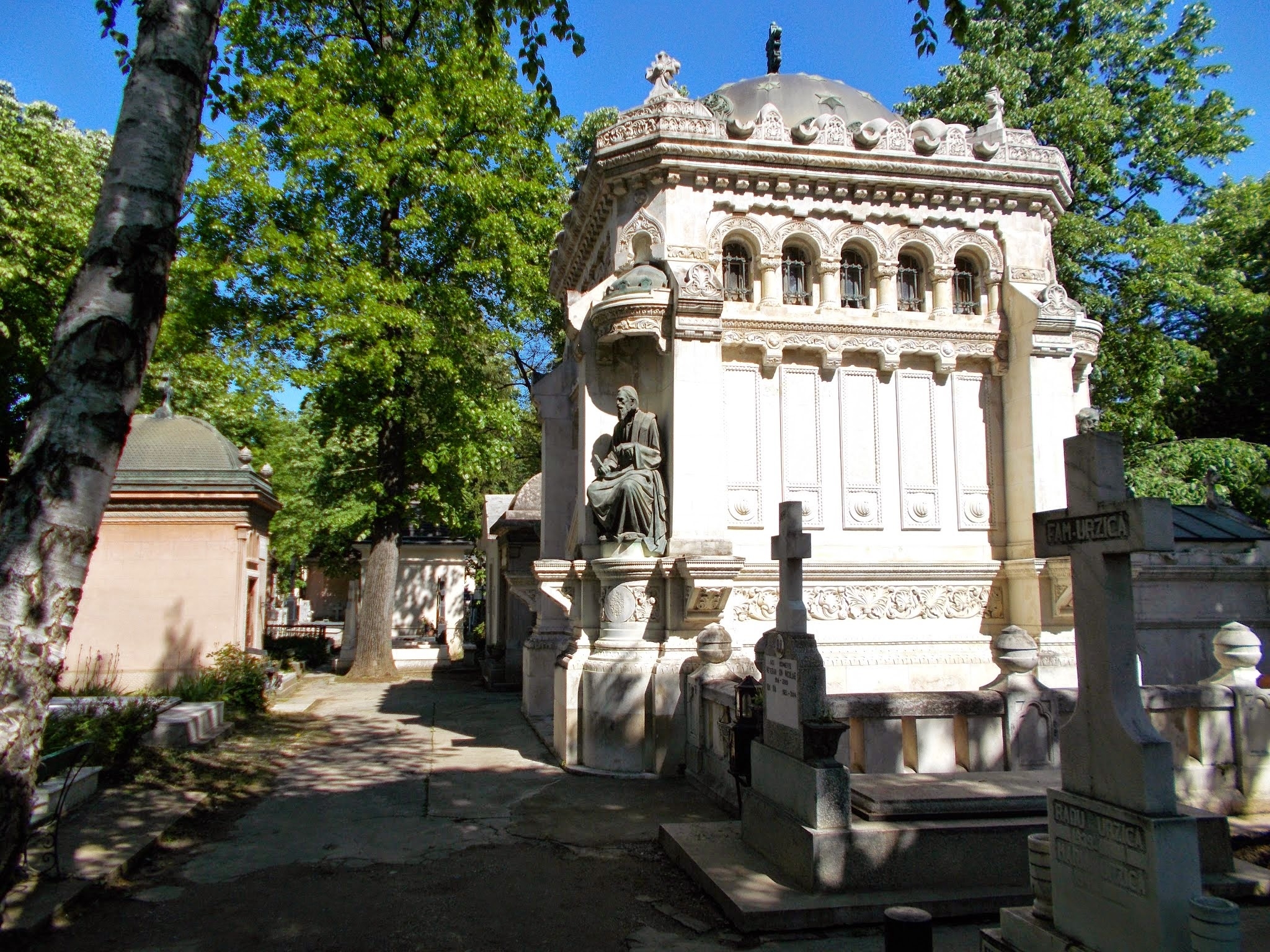
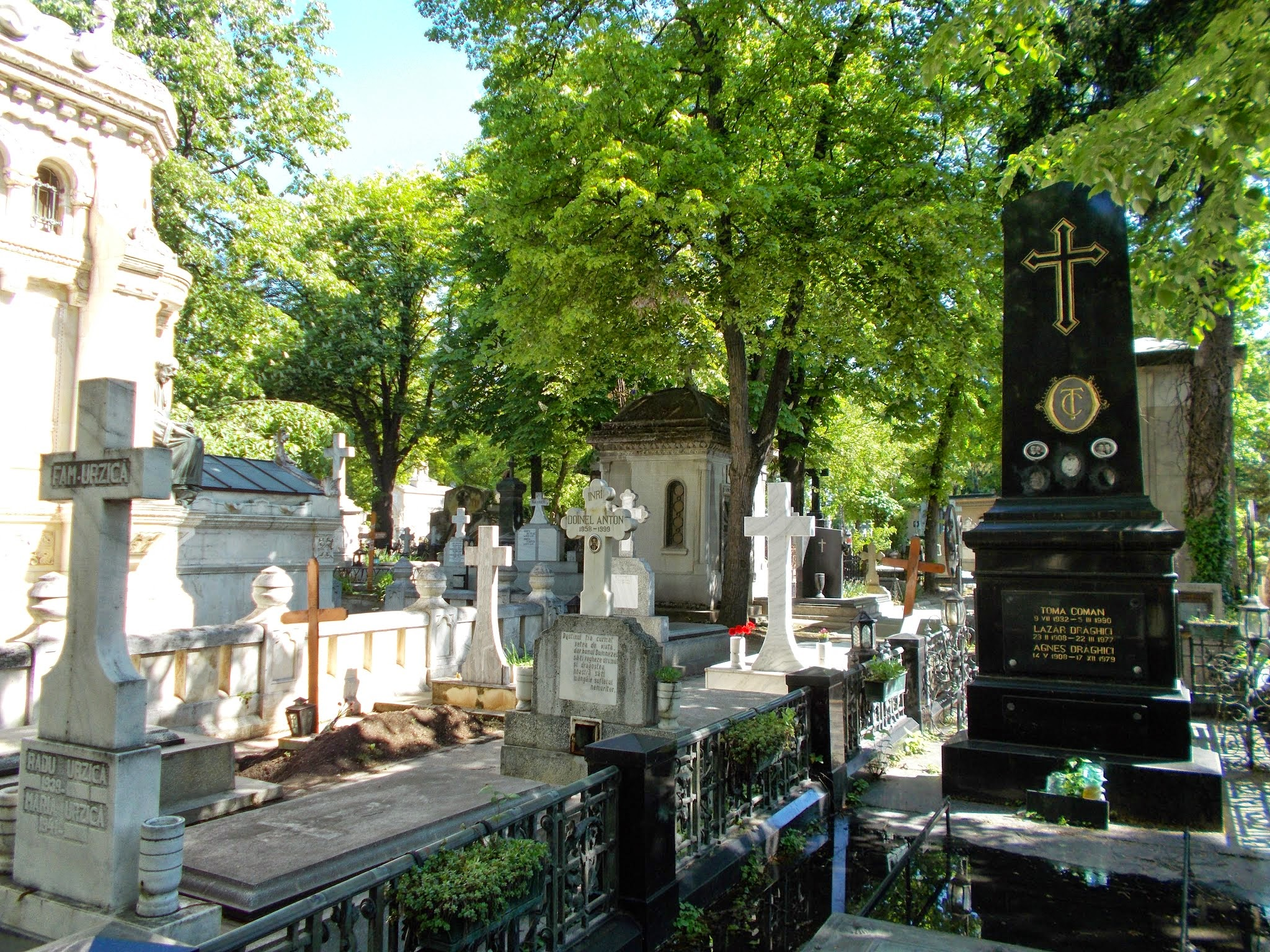
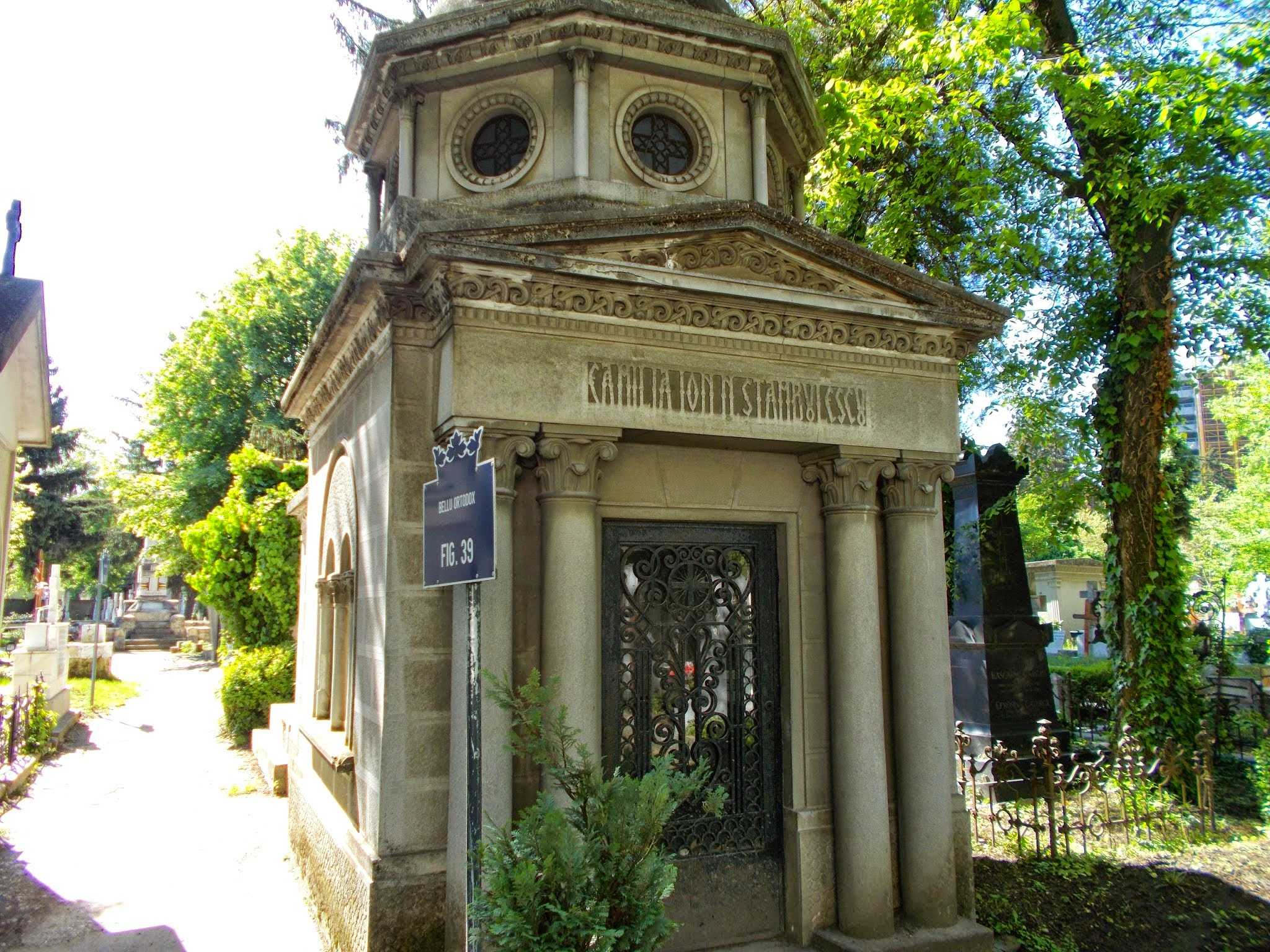
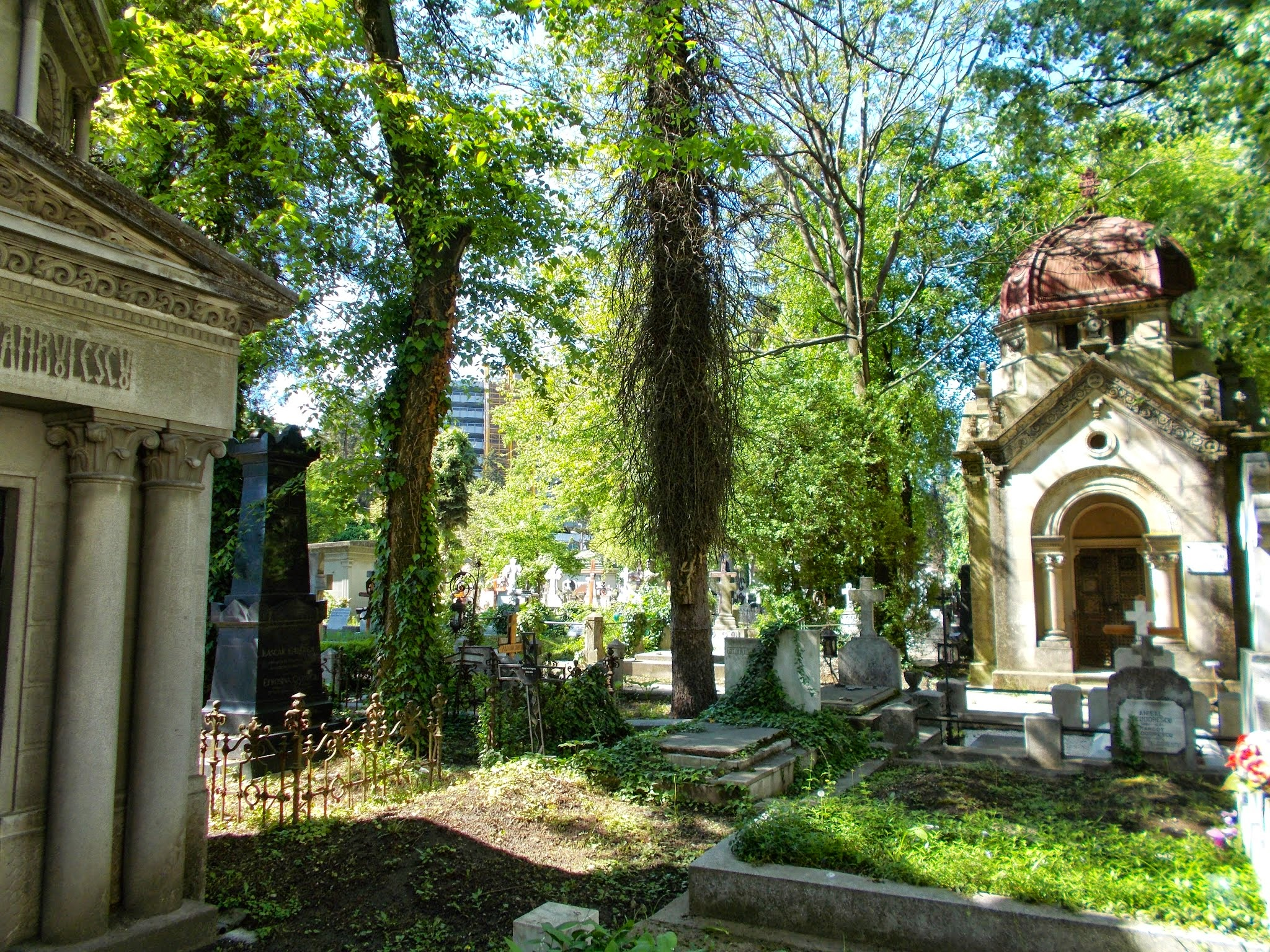
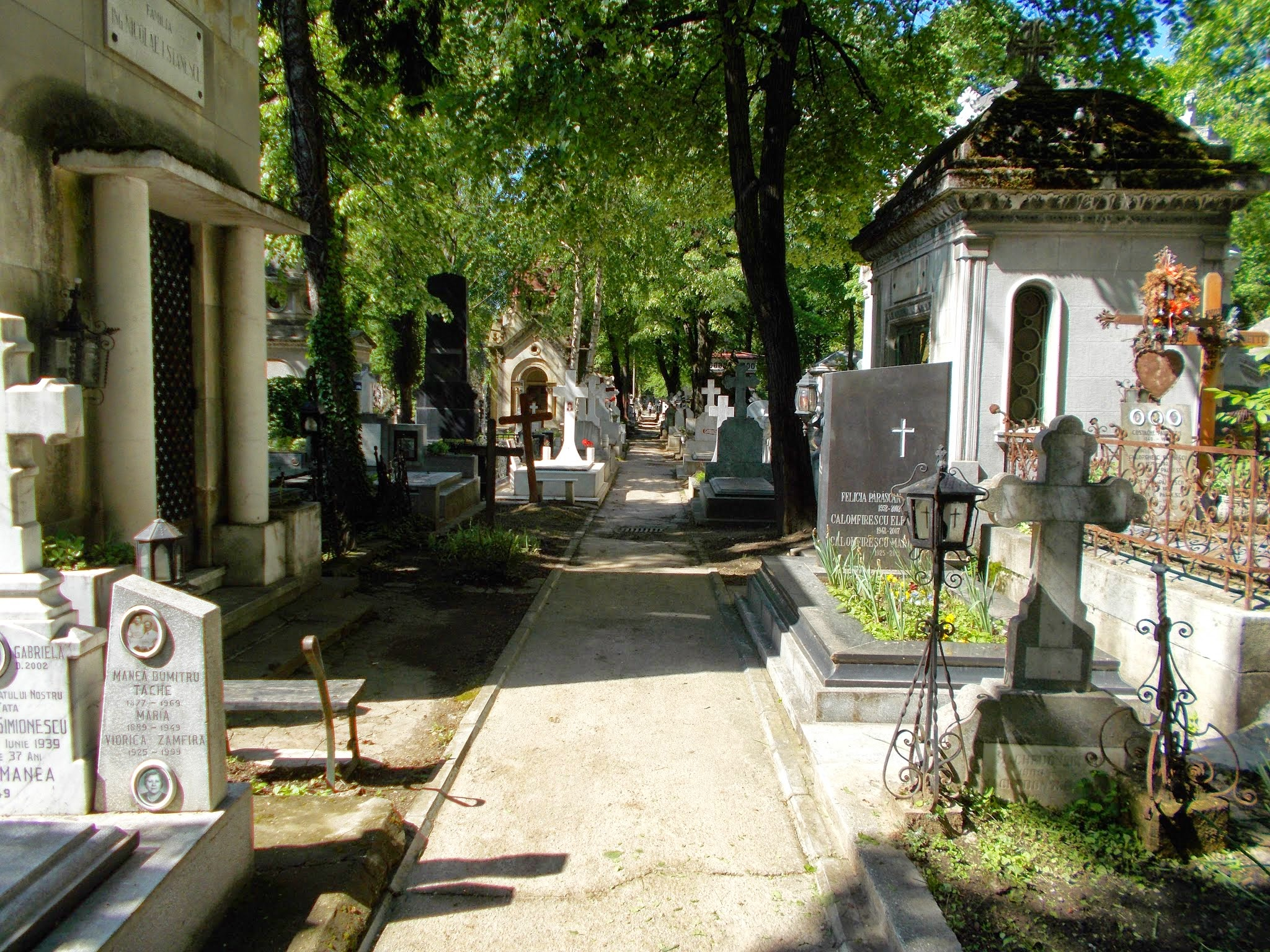
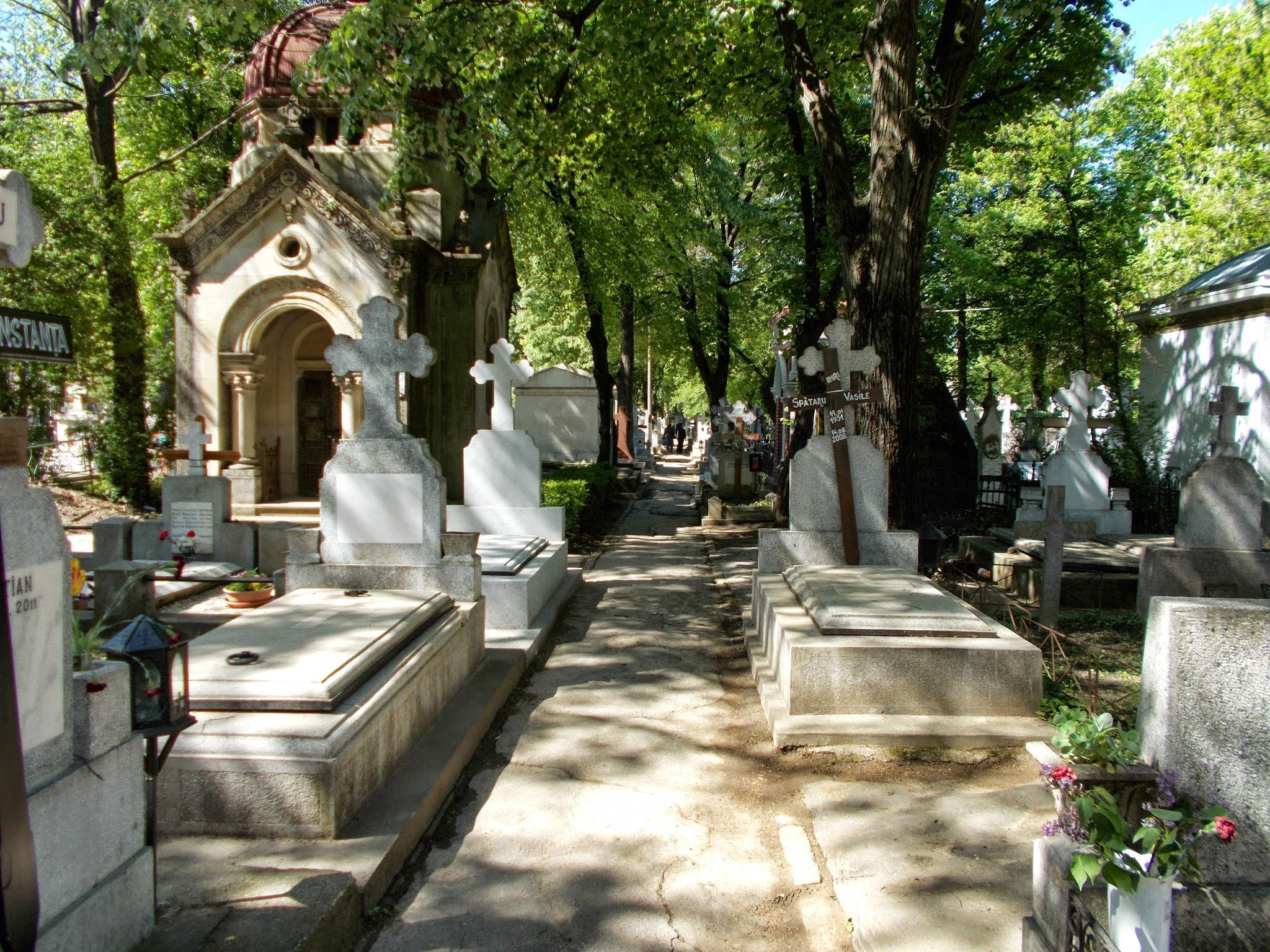
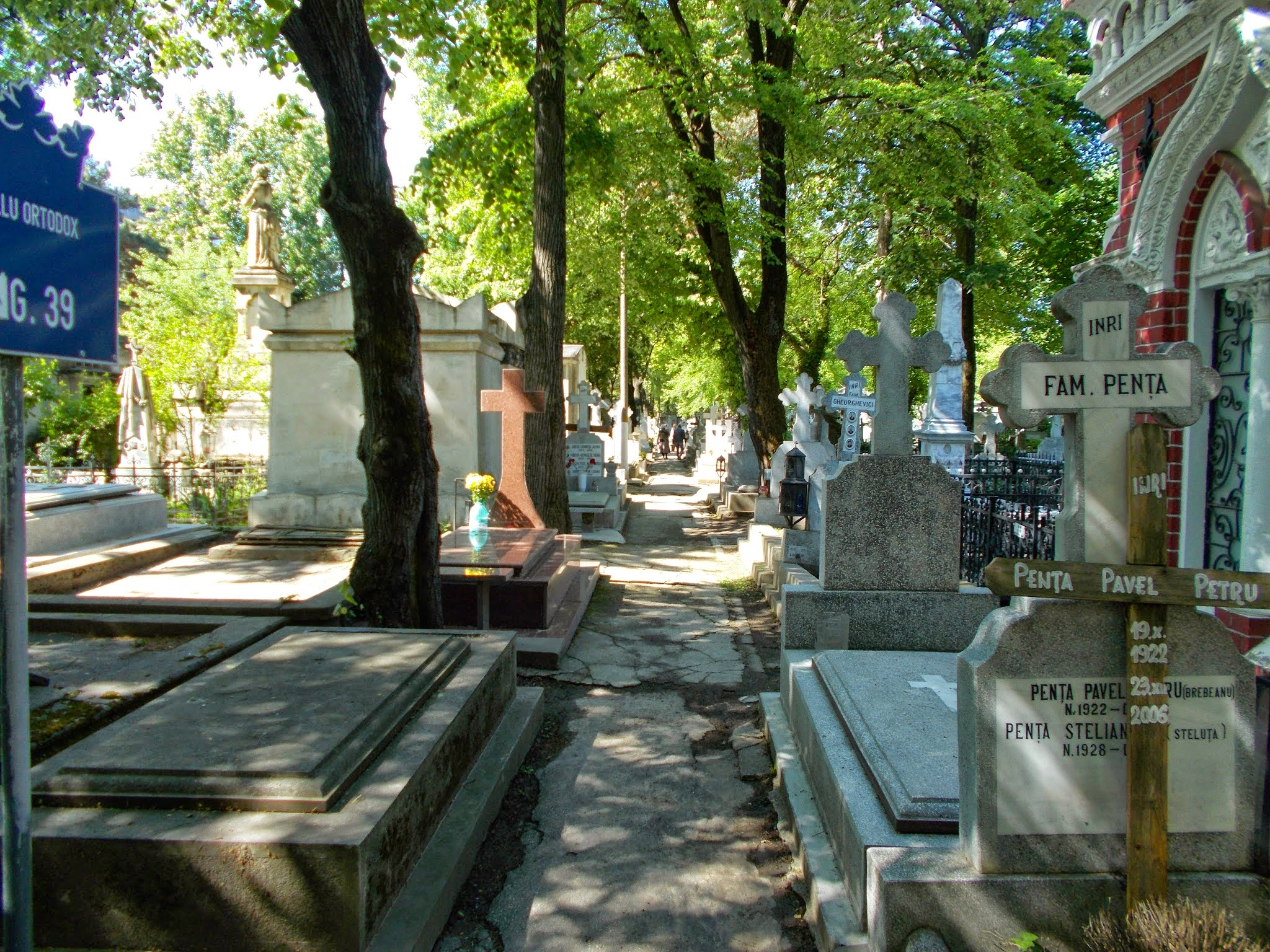
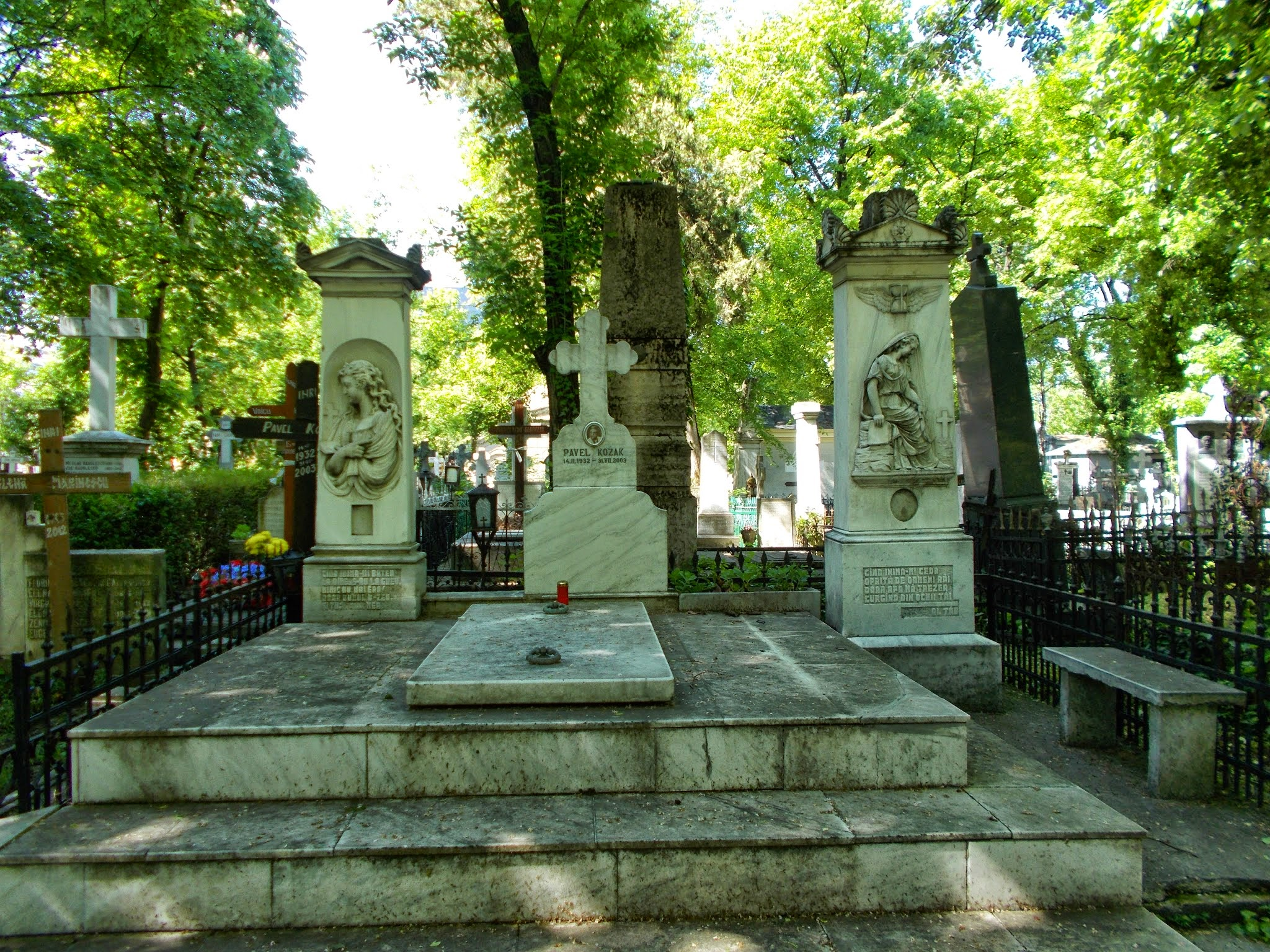
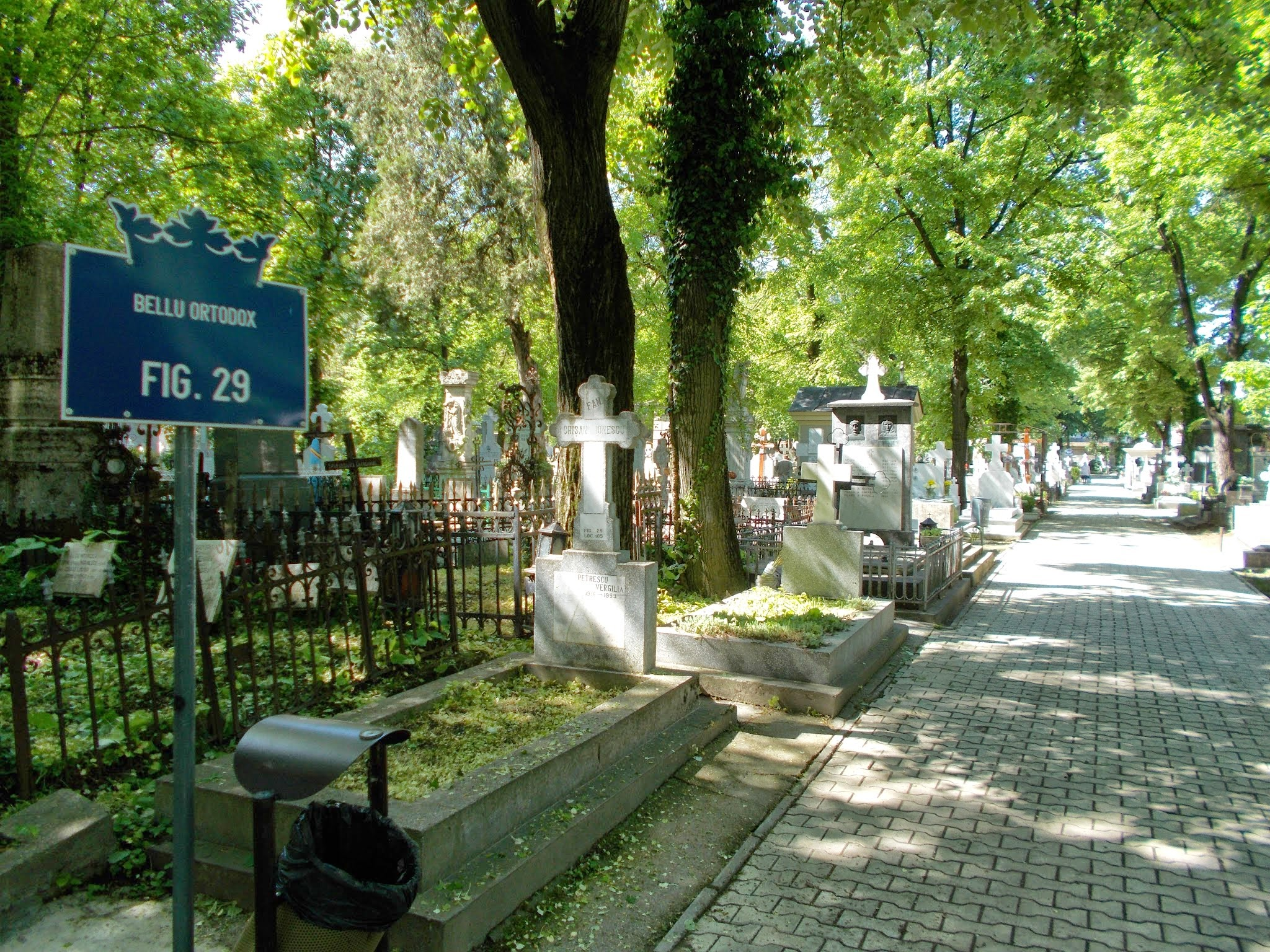
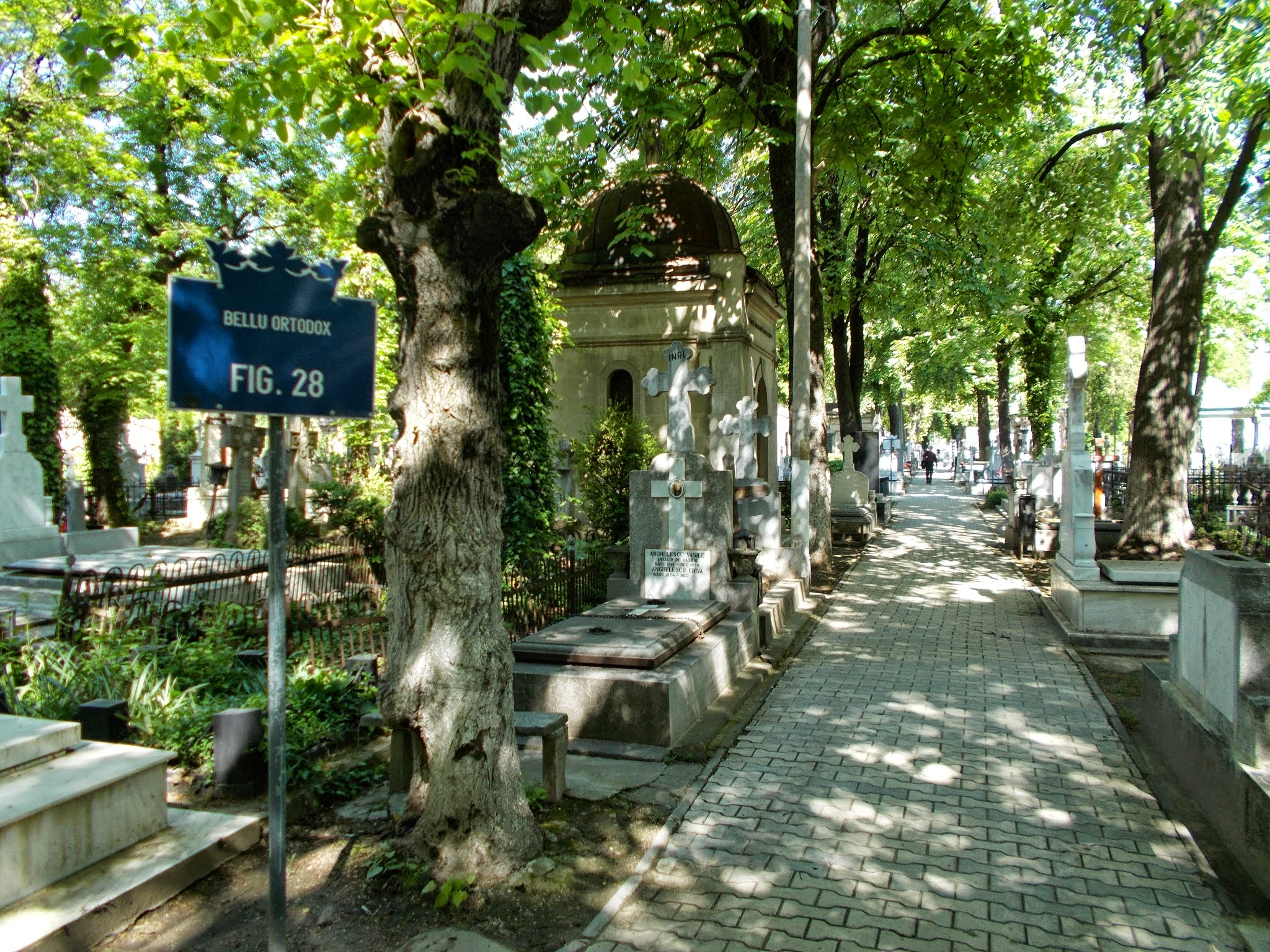